# Гертьє Вілема
Гертьє Вілема (нід. Geertje Wielema, 24 липня 1934 — 18 серпня 2009) — нідерландська плавчиня.
Призерка Олімпійських Ігор 1952 року.
Чемпіонка Європи з водних видів спорту 1954 року.